# Chiesa di Santa Maria Annunziata (Sedico)
La chiesa arcipretale di Santa Maria Annunziata è la parrocchiale di Sedico, in provincia di Belluno e diocesi di Belluno-Feltre; fa parte della convergenza foraniale di Sedico-Santa Giustina.

## Storia
La precedente chiesa di Sedico era situata in Piazza della Vittoria, era in stile neoclassico e venne abbattuta nel 1955; di essa rimane al giorno d'oggi soltanto il campanile.
L'attuale parrocchiale fu edificata tra il 1933 ed il 1939; venne inaugurata il 7 ottobre di quello stesso anno.

## Descrizione
La chiesa è a pianta latina e in stile romanico, divisa in tre navate, per una lunghezza di 50 metri e una larghezza di 20 metri. Al suo interno ospita una Madonna col Bambino su tavola di Francesco Vecellio, datata 1505, una custodia lignea scolpita da Andrea Brustolon e un grande crocifisso in cirmolo di Dante Moro.